# Glogova, Gorj
Glogova este un sat în comuna cu același nume din județul Gorj, Oltenia, România.

## Monumente
- Ansamblul Glogoveanu

 Acest articol despre o localitate din județul Gorj este deocamdată un ciot. Puteți ajuta Wikipedia prin completarea lui.